# 厄镇
厄镇（法語：Eu，發音：[ø]），法国北部城市，诺曼底大区滨海塞纳省的一个市镇，隶属于迪耶普区，其市镇面积为17.93平方公里，2022年1月1日时人口数量为6,541人，在法国市镇中排名第1,614位。
厄镇位于滨海塞纳省北部，布雷勒河畔，其北侧与索姆省相邻，是一个区域性的中心城市，多条公路在此交汇。厄镇因当地的同名城堡而闻名。

## 地名来源
“Eu”一名最初可能与公元九世纪时以“Auvae”或“Awae”的形式被记载，该名称可能与流经此地的布雷勒河有关。厄镇附近的森林亦以其命名。
尽管中文译名为“厄镇”，但其原名“Eu”本身并不含“城镇”之意。此外，因翻译标准不同，Eu在部分汉语资料中又被译为厄堡。

## 历史

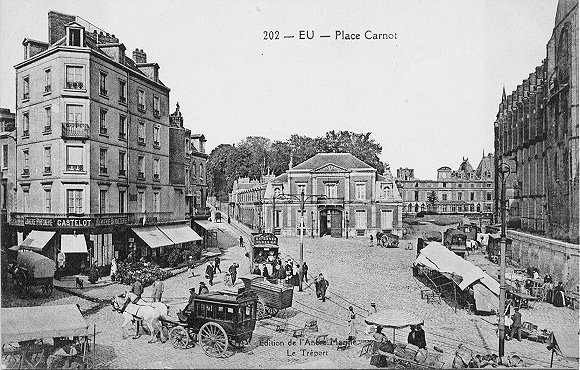
20世纪初的厄镇镇中心

厄镇的早期历史尚不清楚。根据当地官方网站的论述，古典时期古罗马人在布雷勒河畔兴建布里加，此乃厄镇的城市前身。中世纪初，厄镇所处的诺曼底地区被诺曼人控制，厄镇领主于公元9世纪获得伯爵头衔。1050年，诺曼底公爵征服者威廉在厄镇与佛兰德的玛蒂尔达举办婚礼。1180年，爱尔兰僧人Lorcán Ua Tuathail在厄镇逝世，他的灵柩被安葬于厄镇大教堂。1202年，厄镇伯国被腓力二世获得，成为法兰西王国的一部分。1588年，亨利一世·德·吉斯在厄镇兴建城堡，后被安娜·玛丽·路易丝·德·奥尔良继承，在她的支持下，厄镇城堡得到大幅扩建，成为一处皇室居所。法国大革命后，厄镇成为下塞纳省（1955年更名为“滨海塞纳省”）的一个市镇。19世纪30年代，路易-菲利普一世曾多次到访厄镇。19世纪末，厄镇城堡在歐仁·維奧萊-勒-杜克的设计下得到大规模翻新。1872年，途径厄镇的埃皮奈-维勒塔讷斯—勒特雷波尔-梅尔斯铁路建成通车，后又有多条连接厄镇的铁路建成。1964年，厄镇市政府购买下了厄镇城堡，并将部分区域改造为厄镇城堡路易-菲利普博物馆，自1973年起向公众开放。

## 地理

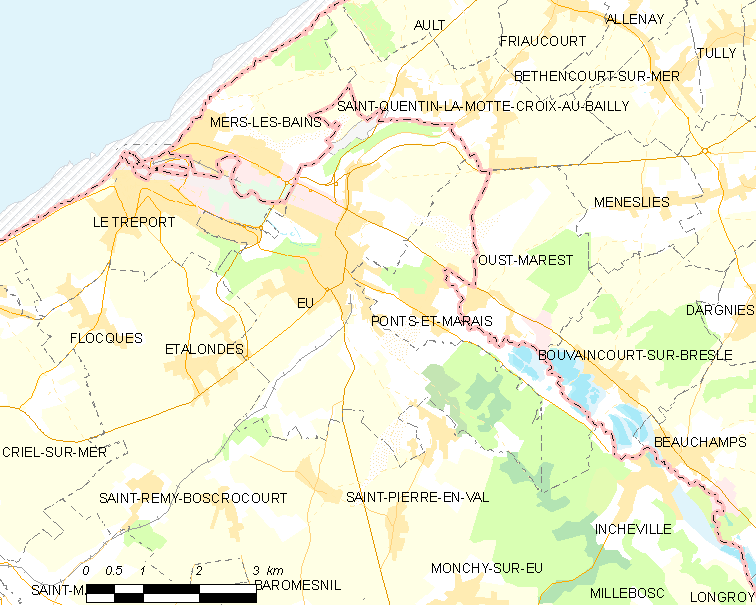
厄镇市镇范围地图

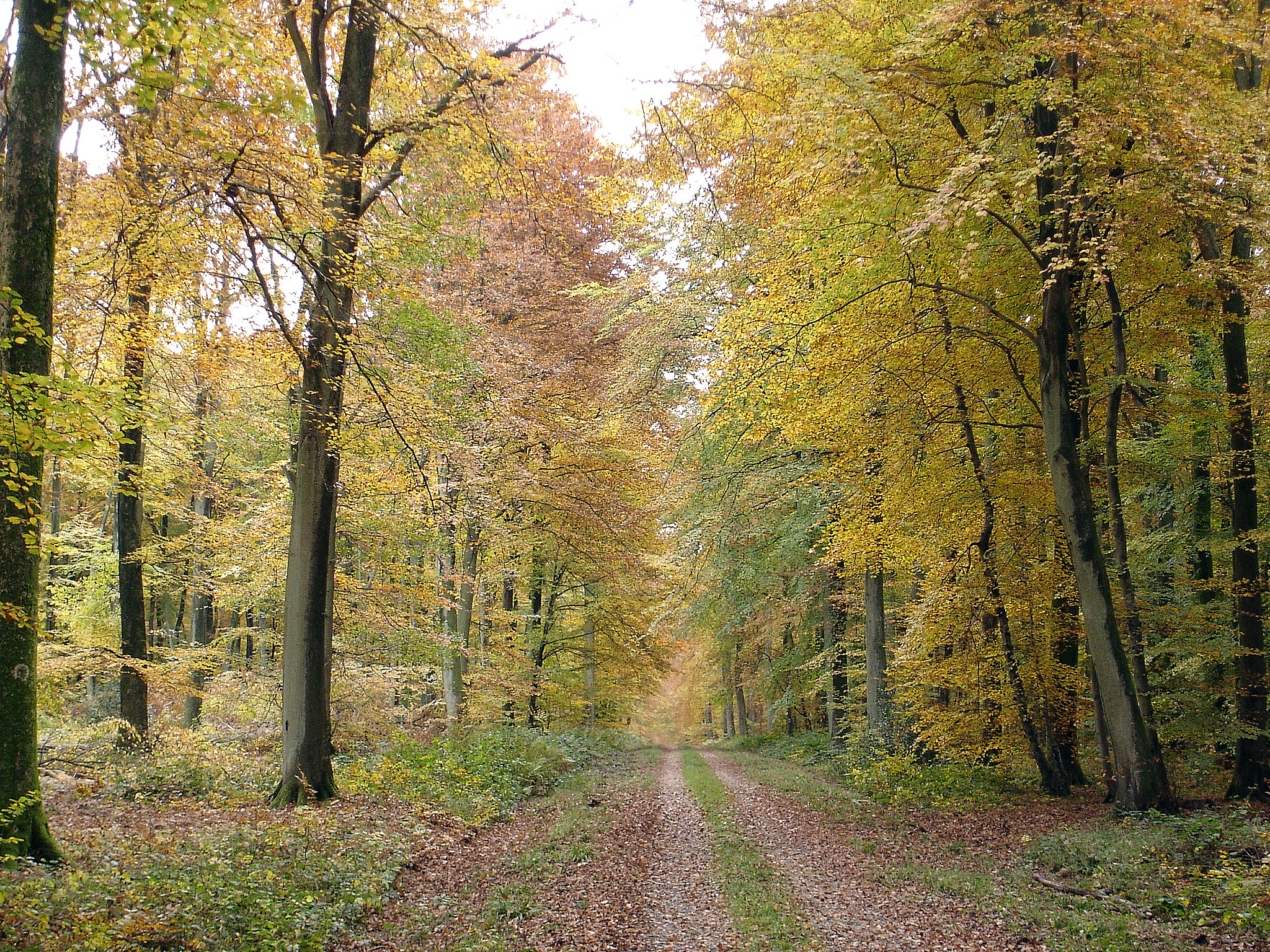
厄镇附近的森林

厄镇位于法国北部，诺曼底大区东北部和滨海塞纳省北部，距离省会鲁昂大约94公里。与厄镇接壤的市镇包括：勒特雷波尔、梅尔斯莱班、圣康坦-拉莫特-克鲁瓦欧巴伊、埃塔隆德、蓬和马赖和圣皮埃尔昂瓦勒。

### 地形
厄镇位于诺曼底丘陵东北部边缘，境内以平原和丘陵为主，市镇中心位于一处地势较为平坦的河谷地带，东北和西南两侧分别为圣洛朗岭（Côte Saint-Laurent）和屈蒙山（Cumont），全境海拔在2到140米之间。

### 水文
布雷勒河自东南向西北流经厄镇镇中心，该河左岸有一条人工运河（Canal d'Eu à la Mer），可连通勒特雷波尔港。

### 植被
厄镇属于温带阔叶混交林区，林地广泛分布于河流附近及坡地地带，市中心西侧的城堡公园（Parc du Château）是当地主要的城市绿地。
在鲜花城市的评比中，厄镇被评为4星级（最高级）鲜花城市。

### 气候
厄镇在柯本气候分类法中属于温带海洋性气候（Cfb）。
距离厄镇最近的气象站位于迪耶普境内，以下为该气象站的数据（其中日照数据取自鲁昂）：
| 迪耶普 1981年－2019年 | 迪耶普 1981年－2019年 | 迪耶普 1981年－2019年 | 迪耶普 1981年－2019年 | 迪耶普 1981年－2019年 | 迪耶普 1981年－2019年 | 迪耶普 1981年－2019年 | 迪耶普 1981年－2019年 | 迪耶普 1981年－2019年 | 迪耶普 1981年－2019年 | 迪耶普 1981年－2019年 | 迪耶普 1981年－2019年 | 迪耶普 1981年－2019年 | 迪耶普 1981年－2019年 |
| 月份                  | 1月                   | 2月                   | 3月                   | 4月                   | 5月                   | 6月                   | 7月                   | 8月                   | 9月                   | 10月                  | 11月                  | 12月                  | 全年                  |
| --------------------- | --------------------- | --------------------- | --------------------- | --------------------- | --------------------- | --------------------- | --------------------- | --------------------- | --------------------- | --------------------- | --------------------- | --------------------- | --------------------- |
| 历史最高温 °C（°F）   | 16.4 (61.5)           | 19.4 (66.9)           | 23.8 (74.8)           | 27.6 (81.7)           | 32.4 (90.3)           | 35.4 (95.7)           | 40.1 (104.2)          | 36.1 (97.0)           | 32.7 (90.9)           | 27.4 (81.3)           | 21 (70)               | 16.9 (62.4)           | 40.1 (104.2)          |
| 平均高温 °C（°F）     | 7.5 (45.5)            | 7.9 (46.2)            | 10.3 (50.5)           | 12.3 (54.1)           | 15.4 (59.7)           | 17.9 (64.2)           | 20.1 (68.2)           | 20.7 (69.3)           | 18.9 (66.0)           | 15.6 (60.1)           | 11.1 (52.0)           | 7.9 (46.2)            | 13.8 (56.8)           |
| 日均气温 °C（°F）     | 5.2 (41.4)            | 5.2 (41.4)            | 7.4 (45.3)            | 9.1 (48.4)            | 12.2 (54.0)           | 14.9 (58.8)           | 17 (63)               | 17.4 (63.3)           | 15.4 (59.7)           | 12.5 (54.5)           | 8.5 (47.3)            | 5.6 (42.1)            | 10.9 (51.6)           |
| 平均低温 °C（°F）     | 2.8 (37.0)            | 2.6 (36.7)            | 4.5 (40.1)            | 5.8 (42.4)            | 9 (48)                | 11.8 (53.2)           | 13.9 (57.0)           | 14 (57)               | 11.9 (53.4)           | 9.4 (48.9)            | 6 (43)                | 3.4 (38.1)            | 7.9 (46.2)            |
| 历史最低温 °C（°F）   | −16.4 (2.5)           | −16.6 (2.1)           | −9.4 (15.1)           | −3 (27)               | 0 (32)                | 1.8 (35.2)            | 5.8 (42.4)            | 4.6 (40.3)            | 1.2 (34.2)            | −3.3 (26.1)           | −8 (18)               | −11 (12)              | −16.6 (2.1)           |
| 平均降水量 mm（）     | 65.8 (2.59)           | 51.5 (2.03)           | 56.7 (2.23)           | 56.6 (2.23)           | 60.6 (2.39)           | 58.6 (2.31)           | 54.7 (2.15)           | 57 (2.2)              | 69.9 (2.75)           | 89.8 (3.54)           | 89.2 (3.51)           | 87.8 (3.46)           | 798.2 (31.43)         |
| 月均日照時數          | 58.6                  | 74.5                  | 117.4                 | 158                   | 182.8                 | 202.2                 | 199.2                 | 191.8                 | 156.1                 | 107.8                 | 60                    | 49.2                  | 1,557.6               |
| 来源：infoclimat.fr   |                       |                       |                       |                       |                       |                       |                       |                       |                       |                       |                       |                       |                       |

## 行政区划
厄镇的市镇编号为76255，邮政编号为76260。
在行政管理方面，厄镇隶属于法国诺曼底大区滨海塞纳省迪耶普区；在地方选举方面，厄镇是厄镇县的中央投票站所在地，其市镇范围全境被划入滨海塞纳省第六选区；在社会管理方面，厄镇是莱维尔瑟尔市镇公共社区的办公驻地。
截至2024年2月，厄镇市镇范围内暂无任何城市敏感街区及城市政策优先街区。
法国国家统计与经济研究所（简称）在进行数据统计时，将厄镇及相邻的另外5个市镇设为厄镇城市核心区，并将包括核心区在内的周边共24个市镇划为厄镇城市区。自2020年起，厄镇城市区被包含26个市镇的厄镇城市辐射区代替。此外，还将厄镇市镇分为了3个“块区”（IRIS），以便于统计人口分布情况。

## 交通

### 公路
滨海塞纳省省道D49线、D258线、D925线、D925c线、D940线、D1015线、D1314线和D1915线在厄镇境内交汇。索姆省城际客运732线和诺曼底大区城际客运502线和519线经停厄镇，可通往阿布维尔、迪耶普、勒特雷波尔等地。
| 2 | 32 |

| 6 | 30 |

| 鲁昂 | 93 |

| 布赖地区讷沙泰勒 | 41 |

| 迪耶普 | 35 |

| 勒特雷波尔 | 3.3 |

| 亚眠 | 71 |

| 阿布维尔 | 34 |

2020年，68.3%的厄镇家庭拥有至少一辆私人汽车。2021年，厄镇境内共发生各类交通事故3起，造成1人遇难，2人重伤。

### 铁路

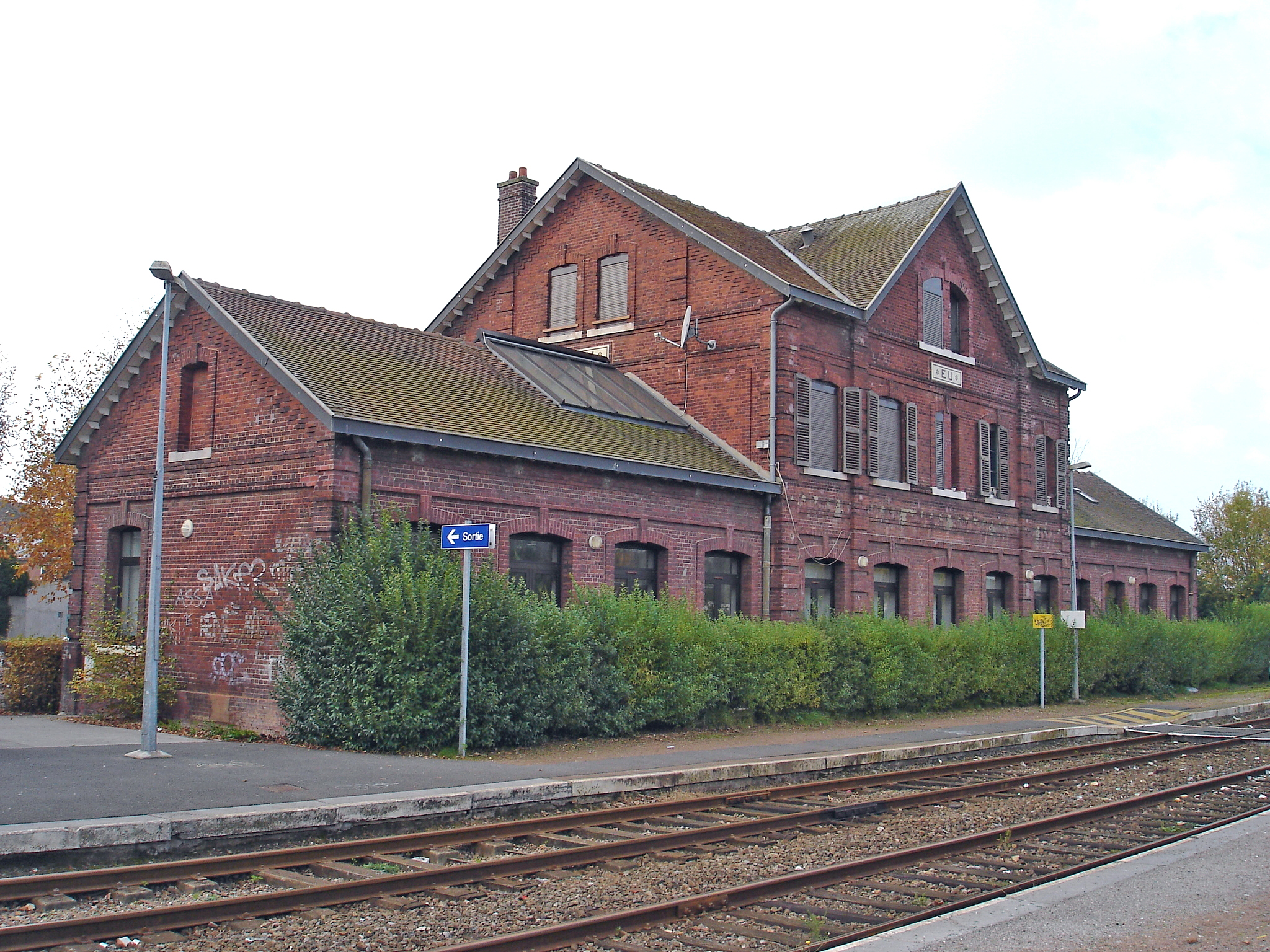
厄镇火车站

厄镇位于埃皮奈-维勒塔讷斯－勒特雷波尔-梅尔斯铁路、阿布维尔－厄镇铁路和鲁梅尼勒－厄镇铁路的交汇处，其中后两条铁路现已关闭。厄镇站位于市区西北部，停靠往返于博韦和勒特雷波尔一线的区域列车。

### 航空
厄镇距离博韦-蒂耶机场的公路里程大约93公里。

### 城市公共交通
截至2024年2月，厄镇暂无城市公共交通系统。

## 政治

### 市政内阁
厄镇的现任市长为米歇尔·巴尔比耶先生（Michel BARBIER），他是法国共产党的一名成员，在2020年的市政选举中获得了49.02%的支持率。
| 厄镇历届市长   | 厄镇历届市长                                   | 厄镇历届市长                     |
| 任期           | 市长                                           | 党派                             |
| -------------- | ---------------------------------------------- | -------------------------------- |
| 1944年－1945年 | Jules TELLIER 让·泰利耶                        | 不详                             |
| 1945年－1953年 | Henri FRANCHET 亨利·弗朗谢                     | 不详                             |
| 1953年－1976年 | Pierre ALLARD 皮埃尔·阿拉尔                    | 不详                             |
| 1976年－1995年 | Jean DUHORNAY 让·迪奥尔奈                      | UDF法国民主联盟 →CDS社会民主中心 |
| 1995年－2008年 | François GOUET 弗朗索瓦·古埃                   | DVD右翼无党派人士                |
| 2008年－2014年 | Marie-Françoise GAOUYER 玛丽-弗朗索瓦丝·加乌耶 | PS社会党                         |
| 2014年－2020年 | Yves DERRIEN 伊夫·代里昂                       | DVD右翼无党派人士                |
| 2020年－       | Michel BARBIER 米歇尔·巴尔比耶                 | DVG左翼无党派人士 →PCF法国共产党 |

### 各级选举
| 厄镇历届投票选举结果 | 厄镇历届投票选举结果 | 厄镇历届投票选举结果 | 厄镇历届投票选举结果 | 厄镇历届投票选举结果  | 厄镇历届投票选举结果 | 厄镇历届投票选举结果 | 厄镇历届投票选举结果  | 厄镇历届投票选举结果 | 厄镇历届投票选举结果 |
| 选举项目             | 选举范围             | 选区单位             | 选区单位内的选举结果 | 选区单位内的选举结果  | 选区单位内的选举结果 | 选区单位内的选举结果 | 选区单位内的选举结果  | 选区单位内的选举结果 | 参考资料             |
| 选举项目             | 选举范围             | 选区单位             | 第一轮胜出者         | 第一轮胜出者          | 支持率               | 第二轮胜出者         | 第二轮胜出者          | 支持率               | 参考资料             |
| -------------------- | -------------------- | -------------------- | -------------------- | --------------------- | -------------------- | -------------------- | --------------------- | -------------------- | -------------------- |
| 2017年法國總統選舉   | 法國                 | 市镇                 |                      | 玛丽娜·勒庞           | 25.78%               |                      | 埃马纽埃尔·马克龙     | 57.96%               | [ 28 ]               |
| 2017年法国立法选举   | 滨海塞纳省第六选区   | 市镇                 |                      | 菲利普·迪富尔         | 32.00%               |                      | 塞巴斯蒂安·瑞梅尔     | 50.25%               | [ 28 ]               |
| 2019年欧洲议会选举   | 法國                 | 市镇                 |                      | 若尔丹·巴尔代拉       | 29.9%                | （不适用）           | （不适用）            | （不适用）           | [ 30 ]               |
| 2021年法国省级选举   | 滨海塞纳省           | 县                   |                      | 瓦莱丽·加罗 洛朗·雅克 | 43.87%               |                      | 瓦莱丽·加罗 洛朗·雅克 | 55.32%               | [ 31 ]               |
| 2021年法国省级选举   | 滨海塞纳省           | 市镇                 |                      | 瓦莱丽·加罗 洛朗·雅克 | 48.74%               |                      | 瓦莱丽·加罗 洛朗·雅克 | 57.99%               | [ 31 ]               |
| 2021年法国大区选举   |                      | 市镇                 |                      | 塞巴斯蒂安·瑞梅尔     | 36.39%               |                      | 埃尔韦·莫兰           | 43.16%               | [ 32 ]               |
| 2022年法国总统选举   | 法國                 | 市镇                 |                      | 埃马纽埃尔·马克龙     | 30.56%               |                      | 埃马纽埃尔·马克龙     | 52.39%               | [ 28 ]               |
| 2022年法国立法选举   | 滨海塞纳省第六选区   | 市镇                 |                      | 塞巴斯蒂安·瑞梅尔     | 34.01%               |                      | 塞巴斯蒂安·瑞梅尔     | 61.33%               | [ 28 ]               |

## 人口
2020年，厄镇市镇人口数量为6,653，在法国排名第1,614位。其中男性3,011人，女性3,642人，75岁及以上人口占13.5%，外籍人口数量为53人，人口密度为371人/平方公里，当地居民被称为（男性）或（女性）。2022年，厄镇境内出生40人，死亡人口122人。
| 厄镇1901年－2021年人口变化情况 |
|                                |
| 数据来源：Cassini、INSEE       |

## 经济
厄镇是一个区域性的中心城市。截至2024年2月，厄镇市镇范围内共有各类用人单位（包含自雇）1,700家，平均历史为18年，其中98.65%为中小型企业（PME），2023年12月至2024年2月间，当地的经济活力指数为0.29%。（电子元件制造）、（招聘中介）及（家具装饰销售）是当地2021年营业额最高的三个企业，分别为44,071,856欧元、10,310,526欧元和4,212,029欧元。

## 财政与居民收入
2021年，厄镇的财政收入总额为10,331,500欧元，财政支出总额为9,819,880欧元，当年的债务总额为8,841,460欧元。2021年，厄镇市镇通过增值税获得191,470欧元的收入，此外当地还共获得了398,320欧元的国家直接财政补助。
| 厄镇居民收入情况                                 | 厄镇居民收入情况 | 厄镇居民收入情况      | 厄镇居民收入情况 |
| 内容                                             | 厄镇             | 法国                  | 统计年份         |
| ------------------------------------------------ | ---------------- | --------------------- | ---------------- |
| 征税家庭总数                                     | 3,380            | 1,081（法国市镇平均） | 2022年           |
| 居民平均月收入                                   | 2,268欧元        | 2,435欧元             | 2022年           |
| 高级职员人均月收入                               | 4,194欧元        | 4,331欧元             | 2021年           |
| 中级职员人均月收入                               | 2,368欧元        | 2,470欧元             | 2021年           |
| 普通职员人均月收入                               | 1,698欧元        | 1,801欧元             | 2021年           |
| 贫困率                                           | 15%              | 14.5%                 | 2020年           |
| 青壮年（15至64岁）失业率                         | 16.5%            | 7.4%                  | 2020年           |
| 征税家庭数量占比                                 | 42.9%            | 45.5%                 | 2020年           |
| 家庭年均纳税                                     | 3,293欧元        | 4,393欧元             | 2022年           |
| 资料来源：INSEE、L'Internaute、Le Journal du Net |                  |                       |                  |

## 社会事务

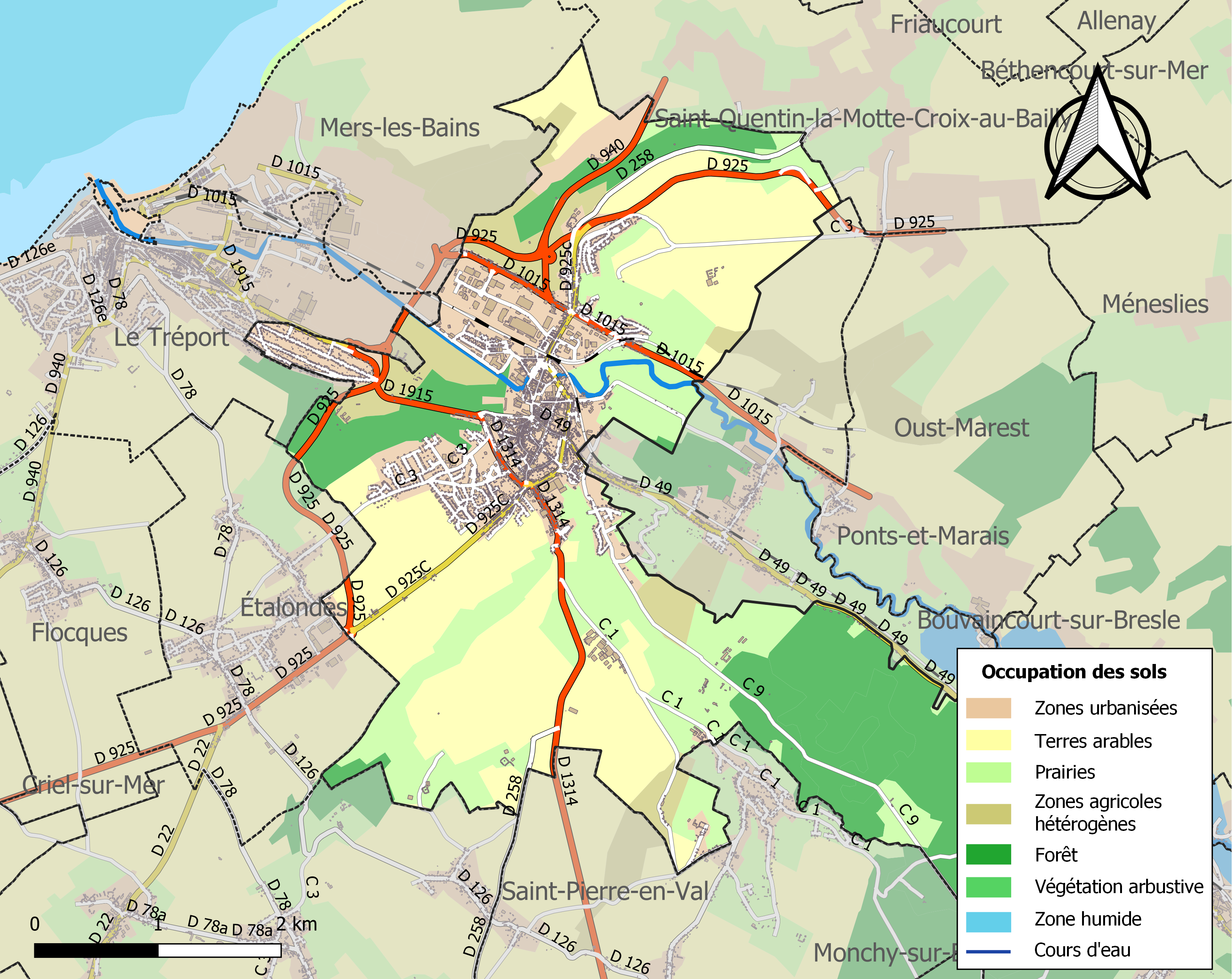
厄镇土地利用情况地图

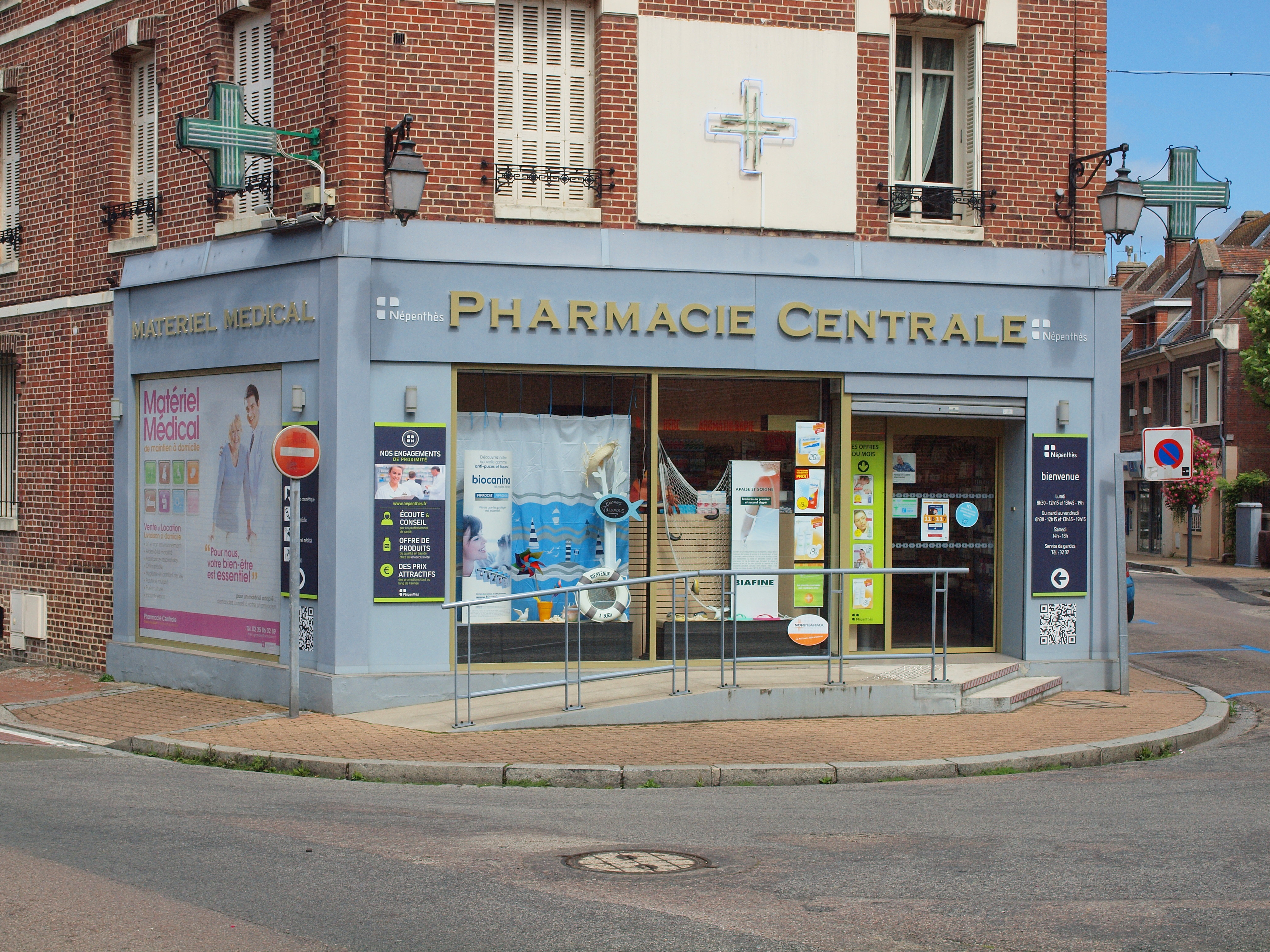
镇中心的一处药房

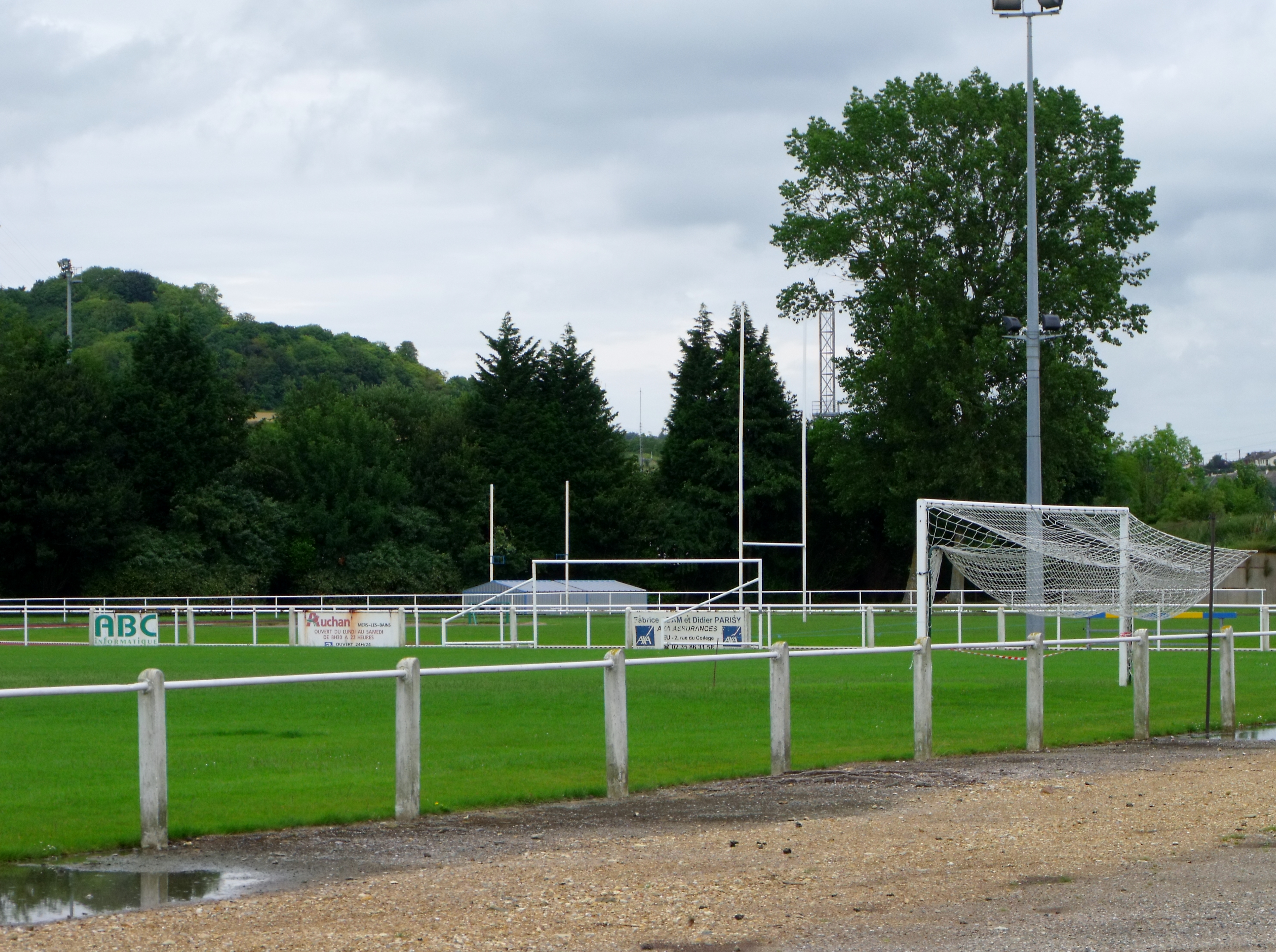
厄镇足球俱乐部训练场

### 教育
厄镇属于诺曼底学区。截至2021年1月1日，厄镇境内共有2所幼儿园、2所小学、2所初级中学、1所普通高中。2021至2022学年度，厄镇境内共有在校中等教育阶段学生1,580名。
在高等教育方面，厄镇境内有一所卫生学校。

### 医疗
截至2021年1月1日，厄镇境内共有全科医生6名、保健师5名、牙医4名、护士15名和皮肤科医生1名。境内共有药房4家、养老院2家、残疾人帮扶中心1家。
厄镇中心医院（Centre Hospitalier d'Eu）是法国的一个区域性医疗机构，其主病区医院厄镇镇中心，该院设有床位233个。

### 住房
2020年，厄镇境内共有各类住房4,086套，其中63.4%为独立式住宅，36.2%为集中式住宅。常住房屋占厄镇市镇范围内居民建筑总量的83.6%。
在住房保障政策方面，2022年，厄镇境内共有689户家庭获得了住房经济补助，受益人数占总人口数量的10.5%，其中663份为房租补助。

### 商业
2021年，厄镇境内共有各类实体商铺188家，其中餐厅25家、大型超市4家、杂货店4家、面包房8家、肉铺5家、书店2家、银行门店10家、美容美发店16家、汽车维修店12家。厄镇镇中心建有一家Cocci Market超市，市区北侧建有一家Lidl超市，市区西北部则有开放式商业街区，有Action、Noz、Intermarché、Gamm Vert等商场。

### 体育
2021年，厄镇境内共有2间体育馆、1座综合体育场、5处网球场、2处足球或橄榄球场以及2处篮球或排球场。
截至2024年2月，厄镇足球俱乐部（Eu Football Club，编号524620）是厄镇境内唯一的一家注册足球俱乐部，其主队2023至2024赛季参加诺曼底大区足球联赛丙组（法国第八级别），其主场为热拉尔·卡尔庞捷球场（Stade Gérard Carpentier）。

### 环境
厄镇的环境事务由其所属的莱维尔瑟尔市镇公共社区联合各级政府协调负责。2021年，厄镇境内共有5家污染企业。

### 治安
厄镇及其附近的共116个市镇是迪耶普国家宪兵队（zone gendarmerie de Dieppe）的管辖范围。2020年，该宪兵队累计记录各类案件1,761起，其中盗窃类案件792起，经济类案件312起，毒品交易类案件70起。

## 文化
2021年，厄镇境内共有1家剧场和2家博物馆。厄镇境内建有图书馆，每周一至六向公众开放。

### 建筑
厄镇境内有多处历史建筑，其中厄镇城堡、圣母-圣洛朗大教堂等为法国国家文物保护单位。

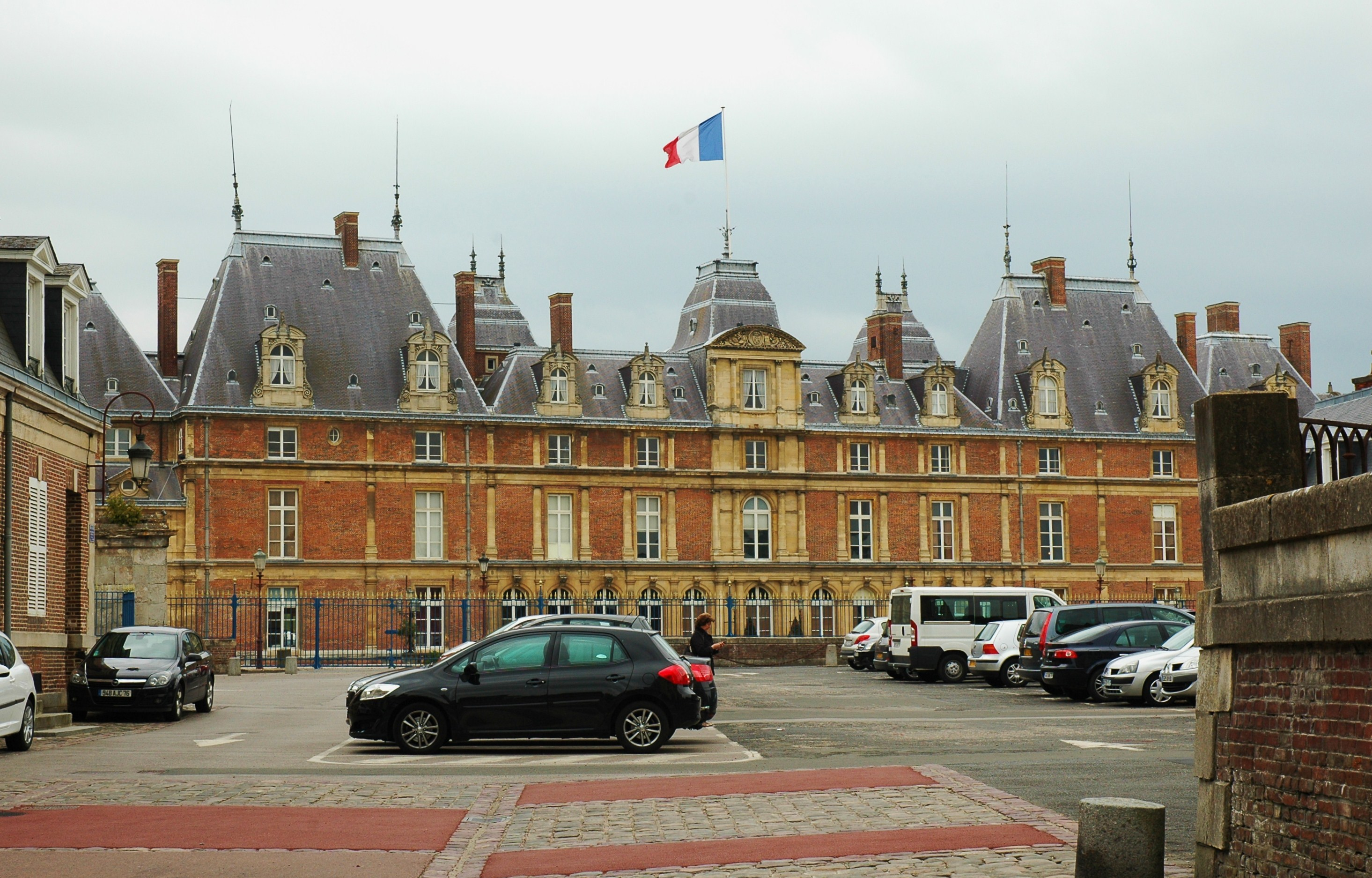
厄镇城堡（法语：Château d'Eu）全景
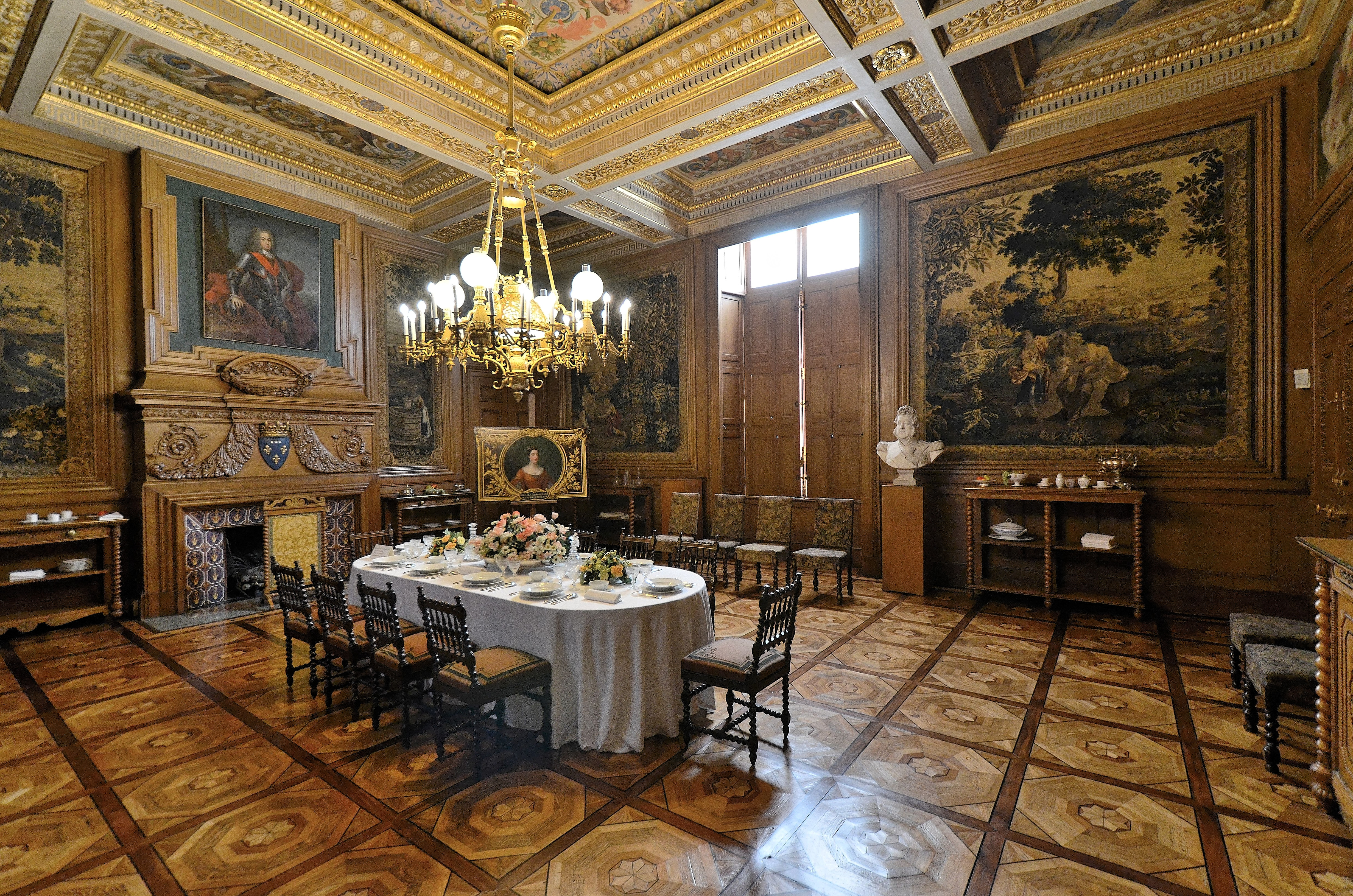
城堡内的一处饭厅
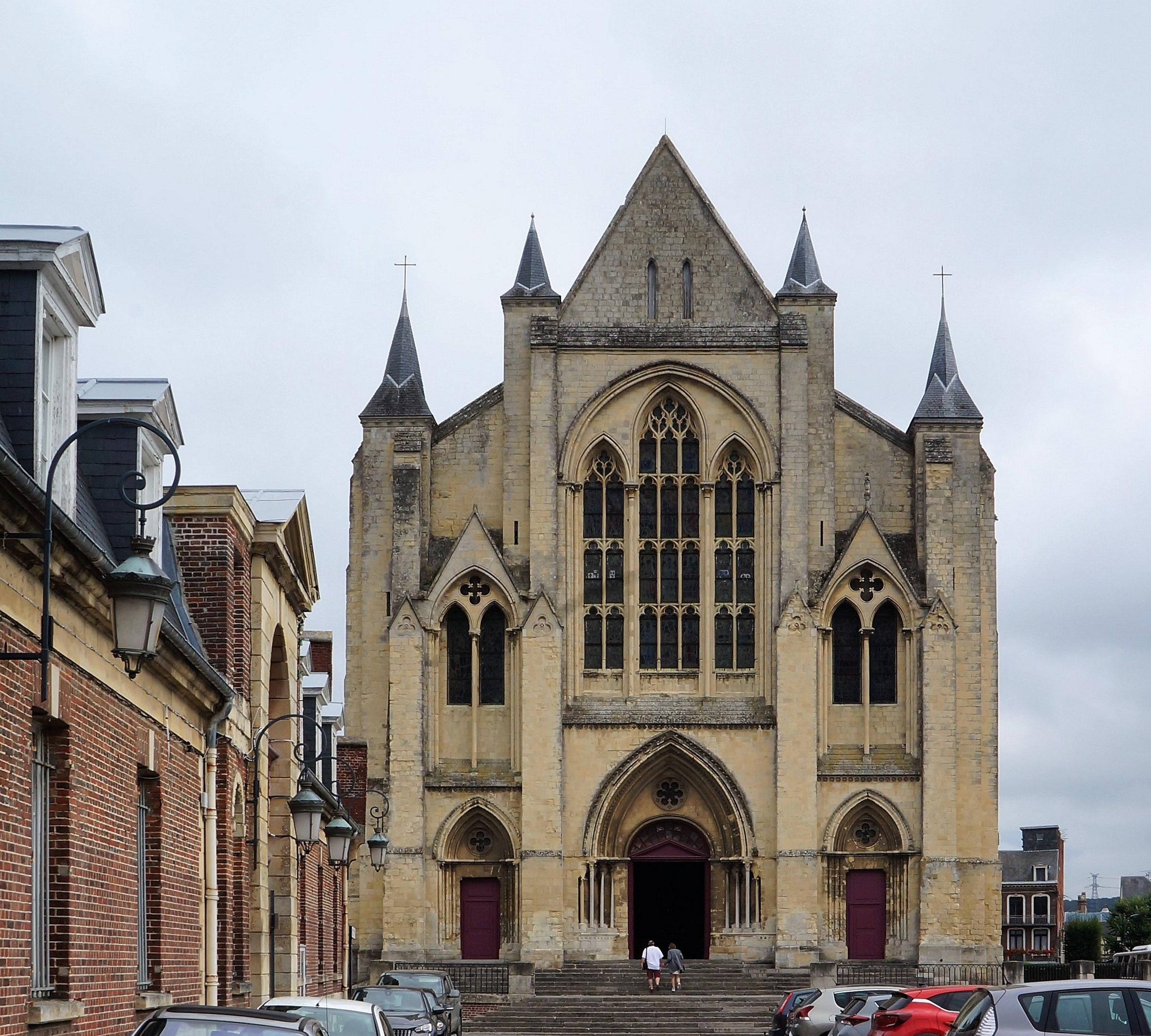
圣母-圣洛朗大教堂（法语：Collégiale Notre-Dame-et-Saint-Laurent d'Eu）
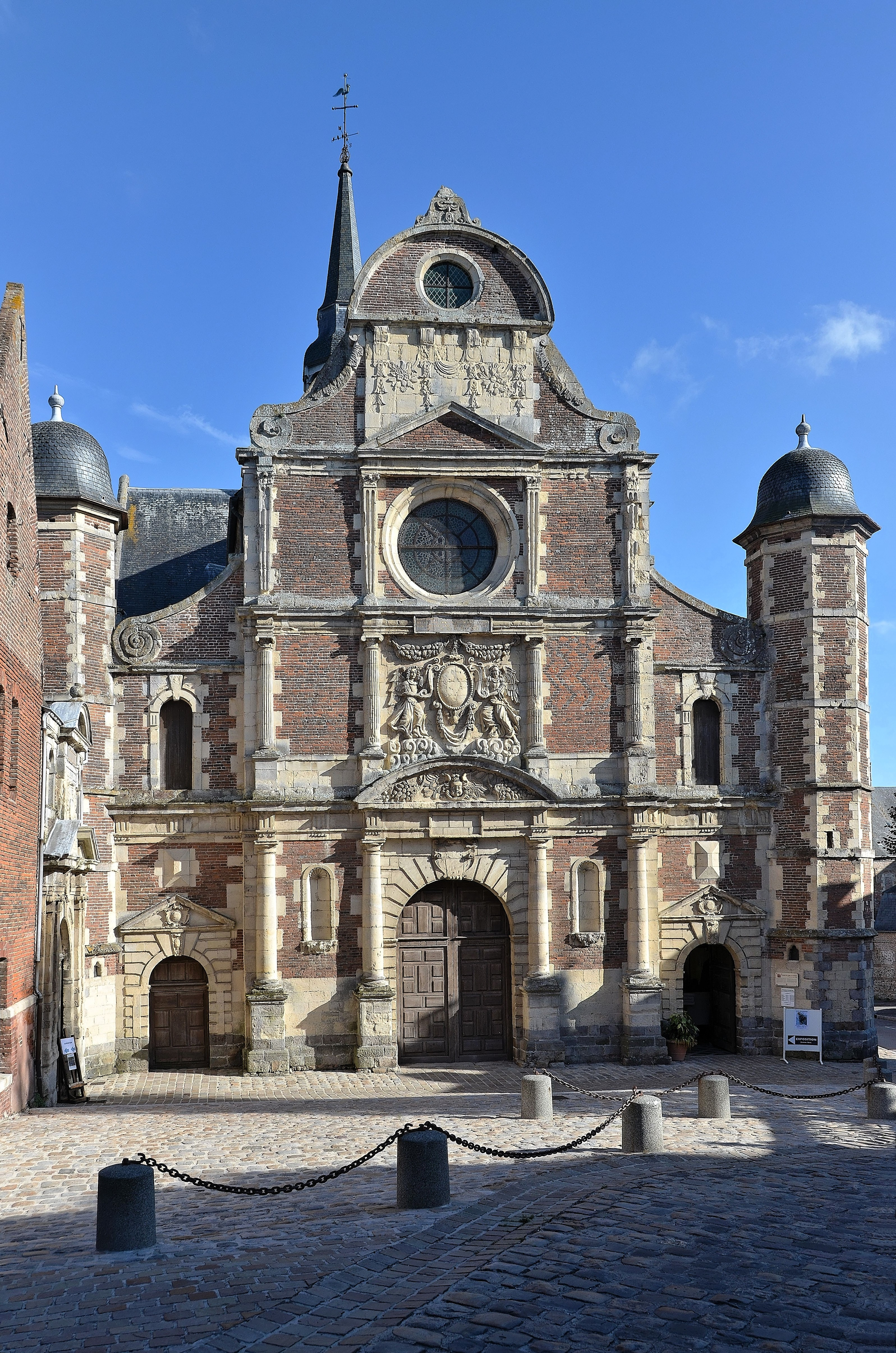
耶稣会（法语：Collège des Jésuites d'Eu）
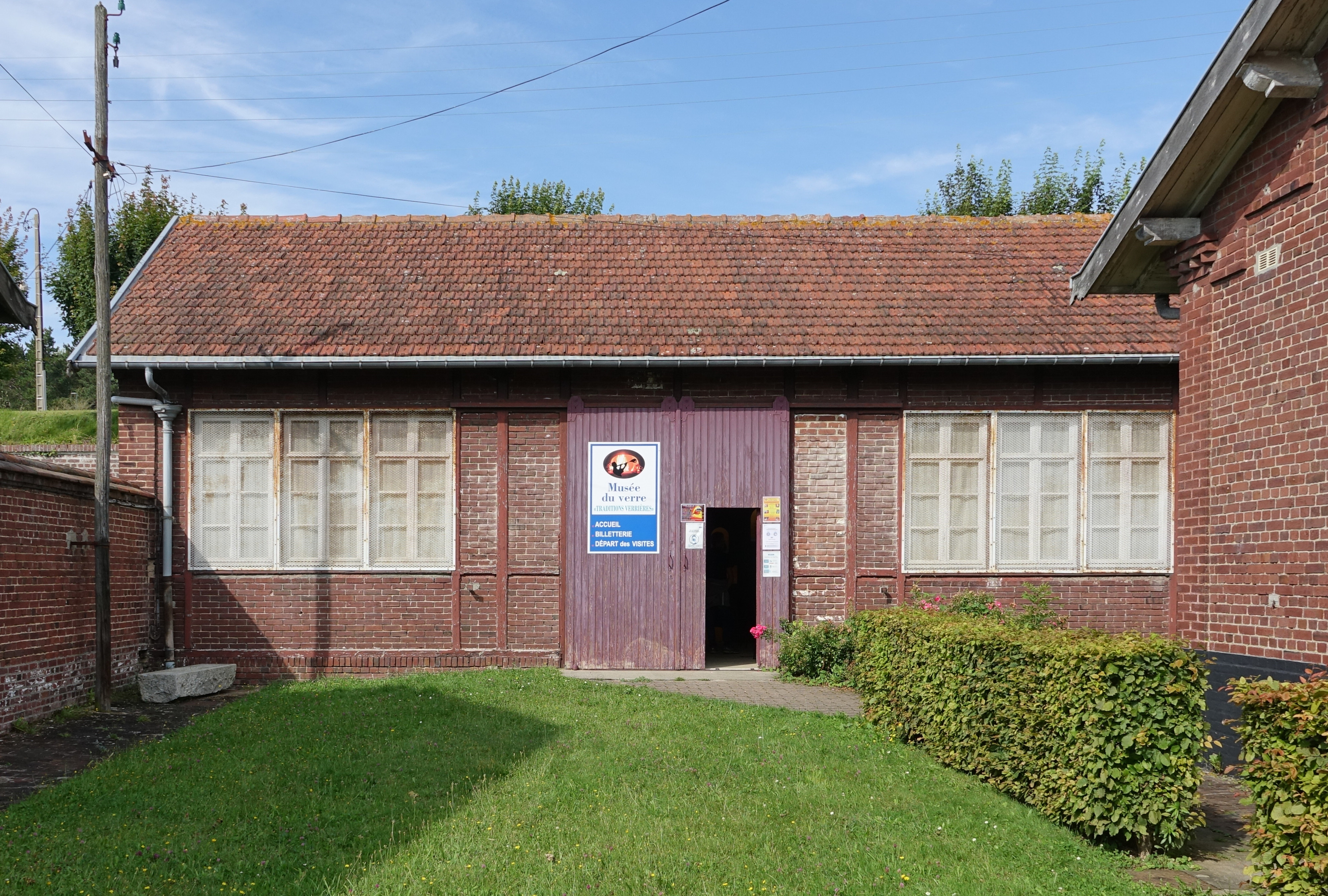
玻璃博物馆
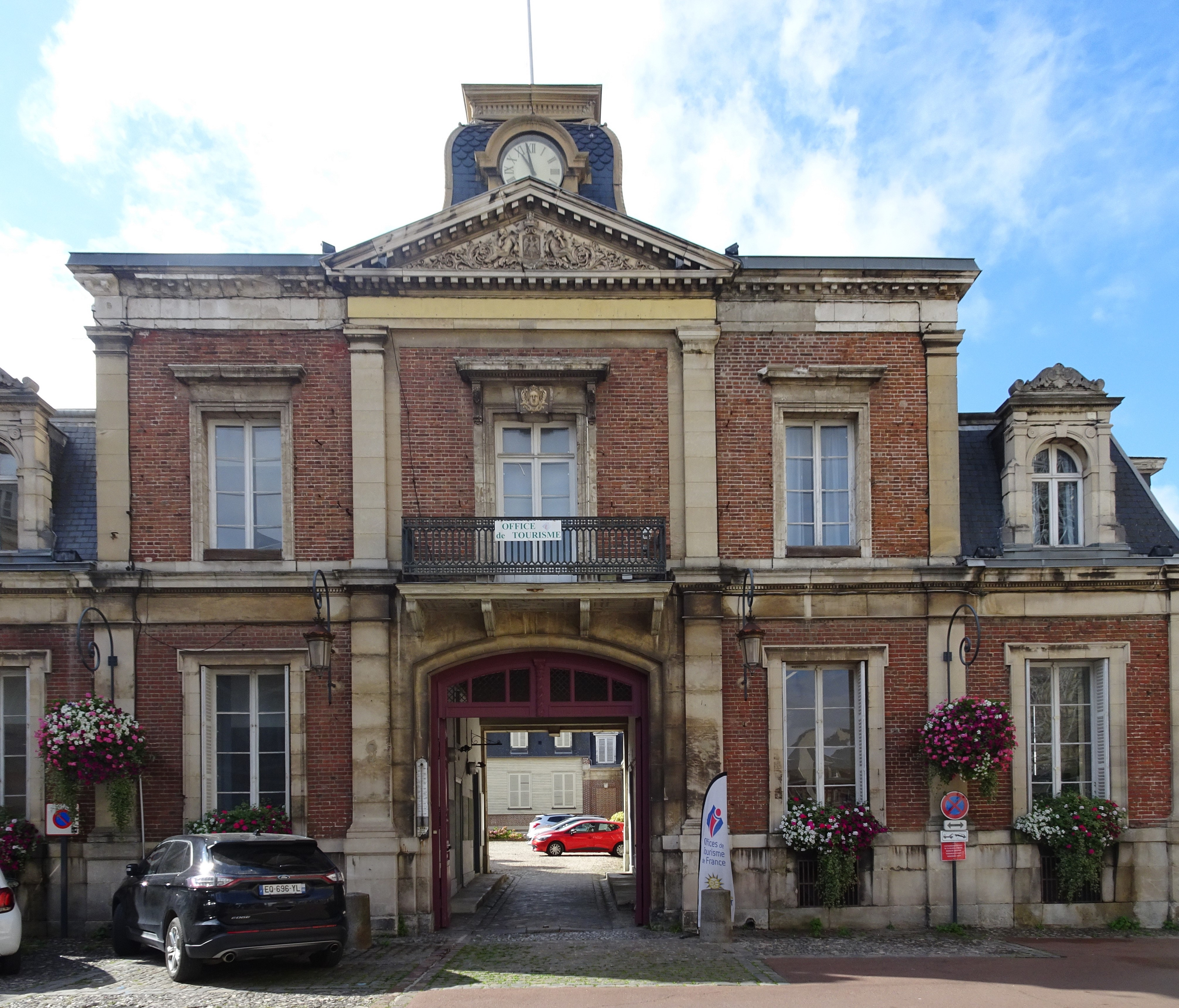
游客中心
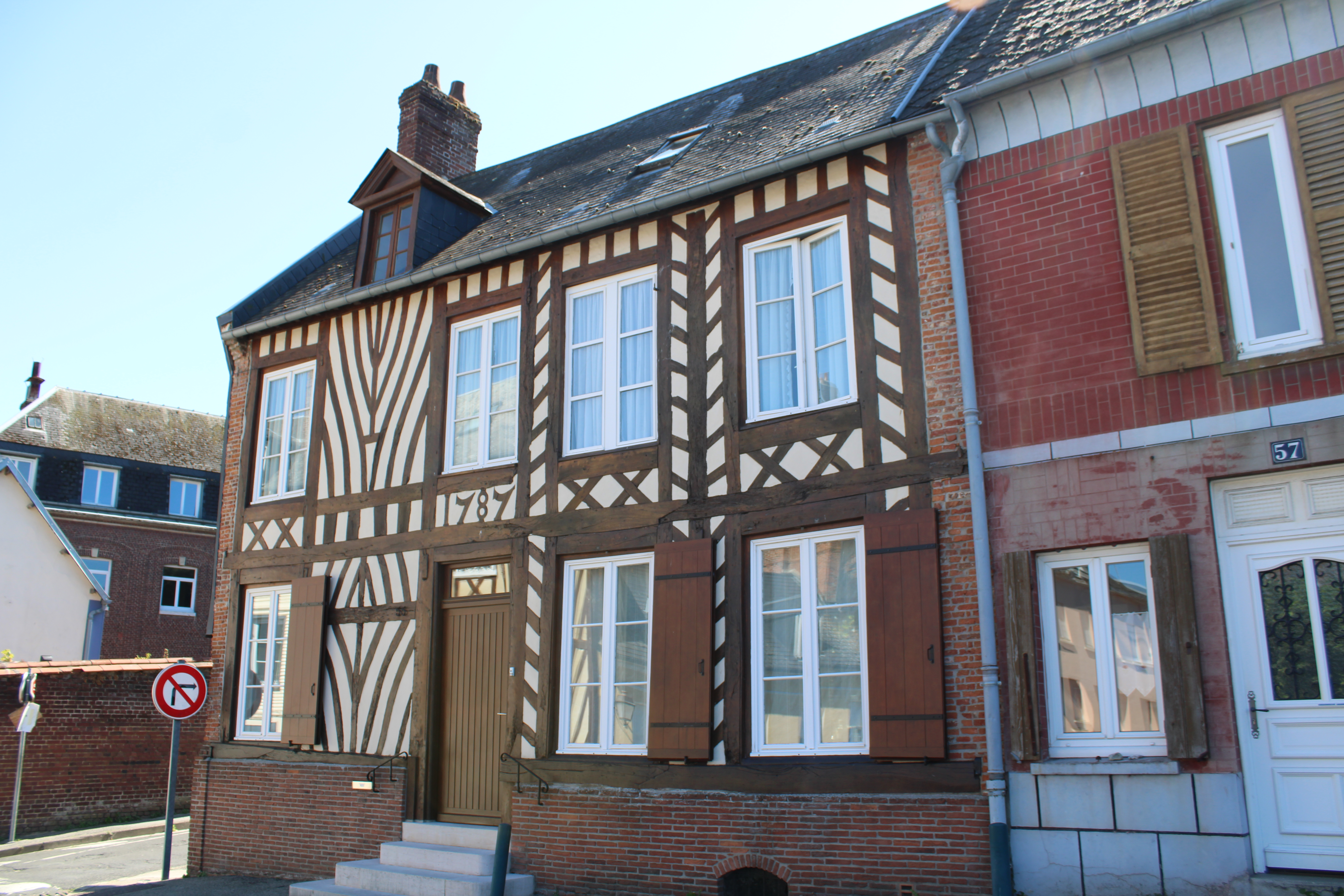
传统民居

### 旅游
厄镇的旅游事务由其所属的莱维尔瑟尔市镇公共社区联合各级政府协调负责。2023年，厄镇境内共有5家酒店共计107间房间；另有1个露营地，可容纳共75辆露营车。

### 媒体
法国主要的媒体均可在厄镇接收，法国电视三台下属的诺曼底大区频道在部分时段播出厄镇所在滨海塞纳省的地方新闻。《巴黎-诺曼底报》、《科地区邮报》、蓝色法兰西鲁昂诺曼底广播等是当地主要的地方性媒体。

## 相关人物
法国雕塑家弗朗索瓦·昂吉耶和巴黎伯爵夫人奥尔良-布拉干萨的伊莎贝尔出生于厄镇。

## 友好城市
截至2025年5月，厄镇共与一座城市建立了友好城市关系：
- 德国 哈恩